# Nora Møllgaard
Nora Møllgaard, född 30 september 1997, är en dansk volleybollspelare (libero). Hon spelar för Holte IF och Danmarks damlandslag.
Møllgaard har spelat med Holte hela sin seniorkarriär. Hon har blivit dansk mästare med klubben flera gånger samt deltagit i europeiskt cupspel. Hon blev utsedd till mest värdefulla spelare i volleyligaen 2022/2023. Hon har spelat med landslaget både på junior- och seniornivå.